# Codiaeum membranaceum
Codiaeum membranaceum är en törelväxtart som beskrevs av Spencer Le Marchant Moore. Codiaeum membranaceum ingår i släktet Codiaeum och familjen törelväxter. Inga underarter finns listade i Catalogue of Life.